# Форд Рейнджър (T6)
Вижте пояснителната страница за други значения на Форд Рейнджър.
„Форд Рейнджър“ (Ford Ranger) е модел пикапи на американската компания „Форд“, произвеждан в две последователни поколения от 2011 година.
Той е трето поколение на продавания извън Северна Америка модел „Форд Рейнджър“, чиито две първи поколения са ребрандирани варианти на модели на „Мазда“ – „Мазда Серия B“ и „Мазда BT-50 I“. Третото поколение е разработено от австралийския клон на „Форд“ и на свой ред в ребрандиран вид се продава и като второ поколение на „Мазда BT-50“.
| Форд Рейнджър P375/PX             |                                         |
|                                   |                                         |
| Други имена                       | „Мазда BT-50 II“                        |
| Произвеждан                       | 2011 – 2022                             |
| Сглобяван в                       | Районг Силвъртън Буенос Айрес           |
| Задвижване                        |                                         |
| Двигател                          | 2,5 l бензин 2,2 – 3,2 l дизел          |
| Мощност                           | 88 – 147 kW 120 – 200 к.с.              |
| Въртящ момент                     | 226 – 470 N.m                           |
| Скоростна кутия                   | 5/6 степени ръчна 6 степени автоматична |
| Други характеристики              |                                         |
| Междуосие                         | 3226 mm                                 |
| Дължина                           | 5359 mm                                 |
| Ширина                            | 1849 mm                                 |
| Височина                          | 1815 mm                                 |
| Тегло                             | 1866 – 1968 kg                          |
| Форд Рейнджър P375/PX в Общомедия |                                         |

| Форд Рейнджър P703/RA             |                                                    |
|                                   |                                                    |
| Произвеждан                       | от 2022                                            |
| Сглобяван в                       | Районг Уейн Силвъртън Буенос Айрес Хайзъънг Нанчан |
| Задвижване                        |                                                    |
| Двигател                          | 3,0 l бензин 2,0 – 3,0 l дизел                     |
| Мощност                           | 125 – 215 kW 170 – 292 к.с.                        |
| Въртящ момент                     | 405 – 600 N.m                                      |
| Скоростна кутия                   | 6 степени ръчна 6/10 степени автоматична           |
| Други характеристики              |                                                    |
| Междуосие                         | 3270 mm                                            |
| Дължина                           | 5370 – 5381 mm                                     |
| Ширина                            | 2015 mm                                            |
| Височина                          | 1868 – 1922 mm                                     |
| Тегло                             | 1901 – 2478 kg                                     |
| Форд Рейнджър P703/RA в Общомедия |                                                    |